# ديفيد إتش ليندر
ديفيد إتش ليندر (بالإنجليزية: David Hunt Linder)‏ هو عالم نبات أمريكي، ولد في 1899 في بروكلين في الولايات المتحدة، وتوفي في 1946.